# Jang Hye-jin
Jang Hye-jin (koreanisch 장혜진; * 5. Juni 1975 in Busan) ist eine südkoreanische Schauspielerin.

## Leben
Jang Hye-jin wurde 1975 in der südkoreanischen Stadt Busan geboren.
Ihre erste Hauptrolle spielte sie in der Literaturverfilmung Mothers im Jahr 2017, worauf im selben Jahr noch eine weitere Hauptrolle in der kleinen Produktion Adulthood folgte. Internationale Aufmerksamkeit erhielt sie durch den Spielfilm Parasite, der bei den Internationalen Filmfestspiele von Cannes 2019 die Goldene Palme gewann. In dem Film spielt sie an der Seite von Song Kang-ho die Rolle der Chung-sook.
Ende Juni 2020 wurde sie ein Mitglied der Academy of Motion Picture Arts and Sciences.

## Filmografie

### Filme
- 1998: Christmas-e Nuni Naerimyeon (크리스마스에 눈이 내리면)
- 2007: Secret Sunshine
- 2009: Marine Boy (마린 보이)
- 2010: Poetry (시 Si)
- 2016: The World of Us (우리들 Uri-deul)
- 2016: Yongsoon (용순)
- 2017: Mothers (당신의 부탁 Dangsin-ui Butak)
- 2017: Adulthood (어른도감 Eoreundogam)
- 2018: Youngju (영주)
- 2019: Parasite
- 2019: The House of Us (우리집 Uri Jip)
- 2019: Family Affair (니나 내나 Nina Naena)

### Fernsehserien
- 2008: Dalkomhan Na-eu Dosi (달콤한 나의 도시)
- 2018: Hold Me Tight (손 꼭 잡고, 지는 석양을 바라보자 Son Kkok Japgo, Jineun Seogyang-eul Baraboja)
- 2019: Crash Landing on You (사랑의 불시착 Sarang-ui Bulsichak)
- 2023: A Time Called You (너의 시간 속으로 Neoui Sigan Sogeuro)
- 2025: When Life Gives You Tangerines (폭싹 속았수다 Pokssak Sogasssuda)